# The Falling Season
Albums de Masta Ace
MA Doom: Son of Yvonne
(2012)
The Falling Season est le cinquième album studio de Masta Ace, sorti le 13 mai 2016. 
À l'image de ses trois précédents albums, Masta Ace signe, avec cet opus, un album-concept dans lequel il parle de ses années au lycée.
The Falling Season est entièrement produit par Kic Beats.

## Listes des titres
| No  | Titre                                                                            | Contient un (des) sample(s) de                                         | Durée |
| --- | -------------------------------------------------------------------------------- | ---------------------------------------------------------------------- | ----- |
| 1.  | Summer's End (skit)                                                              |                                                                        | 0:47  |
| 2.  | 3000 Ave X (featuring Your Old Droog)                                            |                                                                        | 3:20  |
| 3.  | Welcome to the Bay (skit)                                                        | Humpty Dumpty de Placebo                                               | 1:38  |
| 4.  | Young Black Intelligent (Y.B.I.) (featuring Pav Bundy & Hypnotic Brass Ensemble) |                                                                        | 4:17  |
| 5.  | Me & AG (featuring AG)                                                           | UFO d'ESG Halftime de Nas Next Level (Nyte Time Mix) de Showbiz & A.G. | 3:38  |
| 6.  | Team Tryouts (skit)                                                              |                                                                        | 1:01  |
| 7.  | Labyrinth (Frankie Beverly) (featuring Lt)                                       |                                                                        | 4:06  |
| 8.  | Mr Bus Driver (featuring Nikky Bourbon)                                          |                                                                        | 4:34  |
| 9.  | Mothers Regret (featuring Queen Herawin)                                         |                                                                        | 4:26  |
| 10. | Math Class (skit)                                                                |                                                                        | 0:19  |
| 11. | Mathmatics                                                                       |                                                                        | 2:28  |
| 12. | Coach's Speech (skit)                                                            |                                                                        | 1:01  |
| 13. | Say Goodbye (featuring Wordsworth et Pav Bundy)                                  |                                                                        | 5:11  |
| 14. | Bang Bang (featuring Cormega et Beej Gordy Brooks)                               |                                                                        | 4:09  |
| 15. | Hall Pass (skit)                                                                 |                                                                        | 0:43  |
| 16. | Juanita Estefan (featuring Stricklin)                                            | Bonita Applebum de A Tribe Called Quest                                | 4:17  |
| 17. | Battle Talk (skit)                                                               |                                                                        | 0:24  |
| 18. | High School Shit (featuring Torae)                                               |                                                                        | 3:29  |
| 19. | Nana (featuring Deion)                                                           |                                                                        | 4:27  |
| 20. | Total Recall (featuring World Famous Supreme Team)                               |                                                                        | 3:53  |
| 21. | Outroduction (skit)                                                              |                                                                        | 0:50  |
| 22. | Coronation                                                                       |                                                                        | 4:24  |
| 23. | Story of Me (featuring Pearl Gates et Denez Prigent)                             |                                                                        | 7:44  |
| 24. | Outtakes                                                                         |                                                                        | 3:54  |